# El Ghrous
 (mai 2010).
Si vous disposez d'ouvrages ou d'articles de référence ou si vous connaissez des sites web de qualité traitant du thème abordé ici, merci de compléter l'article en donnant les références utiles à sa vérifiabilité et en les liant à la section « Notes et références ».
El Ghrous est une ville en Algérie situé à environ 50 kilomètres à l'ouest de Biskra et à 10 kilomètres de Tolga. 

## Géographie
Draa El-Fakroun est la première zone habitée du Elghrous actuel, en comparaison de Sheikh Belkacem Fakroun, qui est situe au centre de la ville. les autres quartiers de la ville sont : Lassiti, le village d'Al-Ameri, Elfiladj elMizara.

## Économie
La ville de El Ghrous connait un développement économique grâce à son marché et à son agriculture. Son marché connu de toute la région[réf. nécessaire] pour ses ventes de fruits et de légumes cultivés dans des serres.
La ville vit principalement de la récolte des dattes, qui entraîne une activité commerciale importante de septembre à novembre de chaque année. Des acheteurs viennent de toutes les régions d'Algérie pour acheter les deglet nour ; les dattes de El Ghrous et de la région de Biskra sont vendues dans toutes les régions d’Algérie ou exportées.

## Équipements
La ville s'est dotée en 2010 d'une nouvelle mairie; un marché couvert est en construction.